# イゴール・オルシャンスキー
イゴール・オルシャンスキー（Igor Olshansky 1982年5月3日- ）はウクライナのドニプロペトロウシク出身の元アメリカンフットボール選手。2004年からNFLのサンディエゴ・チャージャーズ、ダラス・カウボーイズでプレーした。現役時代のポジションはディフェンシブエンド。

## 経歴
7歳のときにアメリカ合衆国へ移住し、サンフランシスコで育った。オレゴン大学の3年次にはパシフィック・テン・カンファレンスのセカンドチームに選ばれた。また在学中にベンチプレスで505ポンドの大学記録を作った。3年次で大学を離れNFLドラフトにアーリーエントリーした。
2004年のドラフト2巡でサンディエゴ・チャージャーズに指名されて入団、同年8月に6年契約を結んだ。2006年11月19日のデンバー・ブロンコス戦でブロンコスQBのジェイク・プラマーがスパイクしたプレーで、相手センターのトム・ネイレンに悪質なカットブロック（ひざにダイブされた。）を受けた直後、パンチを見舞い退場となり1万ドルの罰金を課された。なおこの時ネイレンが行ったプレーに対してNFLは2日後2万5000ドルの罰金を課した。
2009年3月6日、ダラス・カウボーイズと4年1800万ドル（800万ドルの保証）の契約を結んだ。2010年シーズン途中に、チャージャーズ時代にも指導を受けたウェイド・フィリップスヘッドコーチが解任され、ロブ・ライアンが新たにディフェンスコーディネーターに就任し、クリーブランド・ブラウンズからケニオン・コールマンが加入したこともありチームから解雇された。
2011年9月20日にマイアミ・ドルフィンズと契約を結んだ。11月30日、ドルフィンズから解雇された。

## 人物
オルシャンスキーはユダヤ人であり、2つのダビデの星を含む多くのタトゥーを入れている。